# SN 2002jn
SN 2002jn – supernowa odkryta 9 grudnia 2002 roku w galaktyce UGC 11523. W momencie odkrycia miała maksymalną jasność 18,00m.